# Una mujer descasada
Una mujer descasada, cuyo título original en inglés es An Unmarried Woman, es una película estadounidense de 1978, dirigida por Paul Mazursky, y protagonizada por Jill Clayburgh, Alan Bates y Michael Murphy en los papeles principales.
Galardonada con premios cinematográficos estadounidenses e internacionales.

## Argumento
Erica Benton (Jill Clayburgh), una adinerada mujer de Nueva York, lleva una vida perfecta hasta que su marido, un agente de profesión, Martin Benton (Michael Murphy) la abandona por una mujer más joven. Erica se enfrenta a su situación de volver a ser soltera, y debe pasar por períodos de confusión, pena y rabia. A medida que avanza su vida, afianza sus lazos con algunas amistades y se encuentra inspirada, e incluso más feliz, por su renovada libertad. Erica finalmente encuentra el amor con un artista británico (Alan Bates), un hombre rudo, pero a la vez sensible. 

## Reparto
- Jill Clayburgh - Erica
- Alan Bates - Saul
- Michael Murphy - Martin
- Cliff Gorman - Charlie
- Pat Quinn - Sue
- Kelly Bishop - Elaine
- Lisa Lucas - Patti
- Linda Miller - Jeannette
- Andrew Duncan - Bob
- Daniel Seltzer - Dr. Jacobs
- Matthew Arkin - Phil
- Penelope Russianoff - Tanya
- Novella Nelson - Jean
- Raymond J. Barry - Edward
- Ivan Karp - Herb Rowan

## Premios
- Premio LAFCA 1978: al mejor guion (Paul Mazursky)
- Premio NSFC 1979: al mejor guion (Paul Mazursky)
- Premio NYFCC 1978: al mejor guion (Paul Mazursky)
- Premio Festival de cine de Cannes 1978: a la mejor actriz (Jill Clayburgh) - compartido.[2]
- Premio Bodil 1979:  a la mejor película no europea (Paul Mazursky)

La película fue candidata a tres premios Óscar por la mejor película, actriz (Jill Clayburgh) y guion original.

## Crítica
Vincent Canby escribió "Miss Clayburgh no es otra cosa que extraordinaria en lo que es hasta la fecha la interpretación del año. En ella vemos a la inteligencia luchar contra los sentimientos y a la razón acorralada por necesidades acuciantes."